# Walentin Michailowitsch Bereschkow

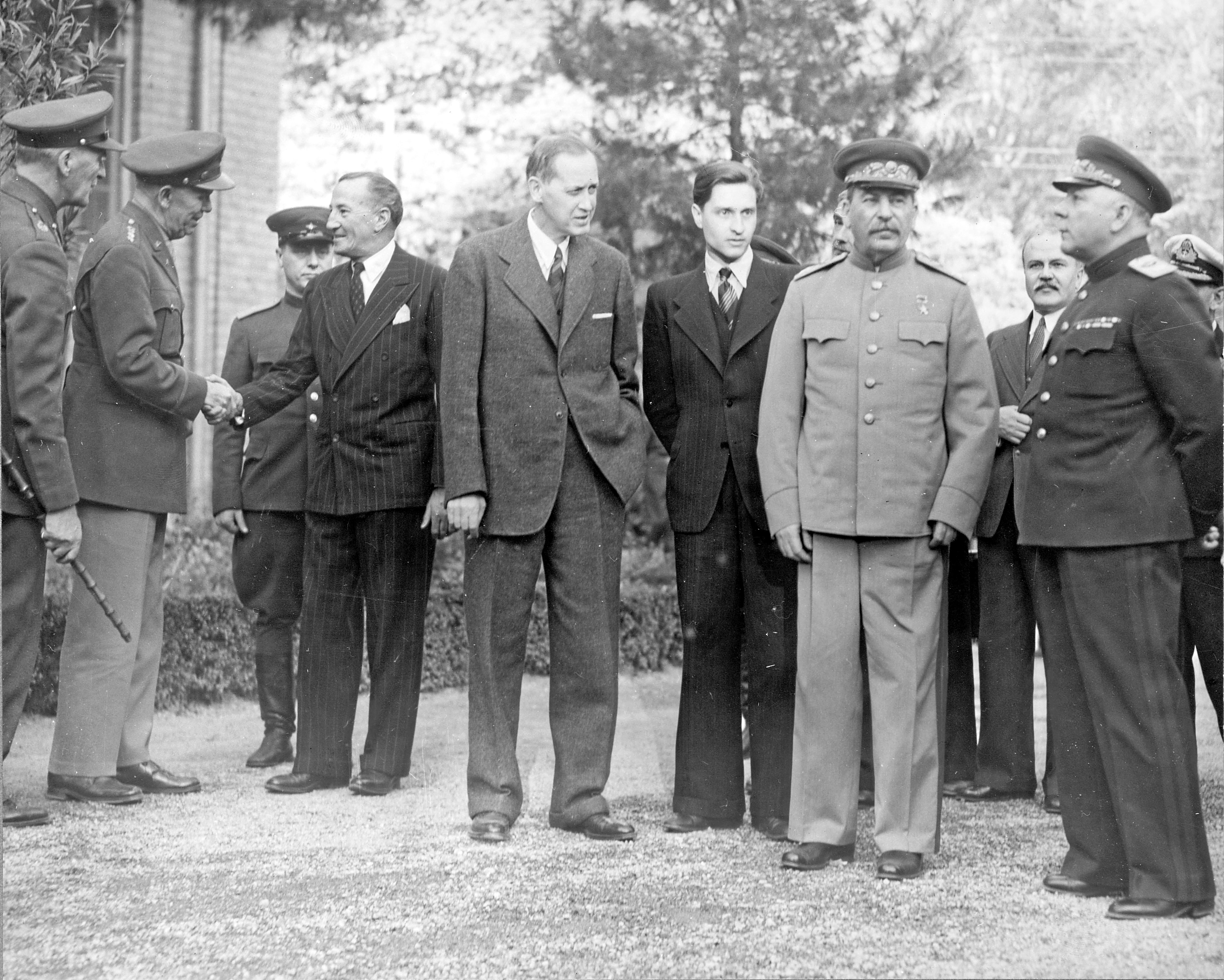
Josef Stalin und seine Generäle bei der Konferenz von Teheran. Bereschkow (4. v. r.) steht zwischen Josef Stalin und Harry Hopkins.

Walentin Michailowitsch Bereschkow (russisch Валентин Михайлович Бережков, wiss. Transliteration Valentin Michajlovič Berežkov, deutsch alternativ auch Valentin Michailowitsch Bereshkow; * 2. Juli 1916 in Petrograd; † 21. November 1998 in Claremont, Kalifornien) war ein sowjetischer Dolmetscher, Diplomat und Journalist. Während des Zweiten Weltkrieges war er persönlicher Dolmetscher Josef Stalins.

## Leben

### Frühe Jahre
Die Familie Bereschkow gehörte dem gehobenen Bürgertum an. Während der Russischen Revolution erlebte die Familie schwere, durch Armut, Hunger und eine lang andauernde Krankheit des Vaters geprägte Zeiten. Im Jahr 1920 entschlossen sich Bereschkows Eltern, Sankt Petersburg zu verlassen und in die Ukraine, die Heimat des Vaters, umzusiedeln.
Walentin Bereschkows Interesse für Fremdsprachen wurde bereits in frühester Kindheit durch die Märchen der Brüder Grimm und die Romane Karl Mays und Sir Walter Scotts geweckt. Bis zum Jahr 1930 besuchte er eine deutsche Schule in Kiew und verbesserte seine Sprachkenntnisse so weit, dass er Deutsch, nach eigenen Aussagen, als zweite Muttersprache empfand. Nach seinem Schulabschluss arbeitete Bereschkow als Elektromonteur in der Fabrik „Bolschewik“ in Kiew. Nebenbei besuchte er Abendkurse, um seine Sprachkenntnisse zu perfektionieren und anschließend ein Dolmetscherdiplom für die Arbeitssprachen Russisch, Deutsch und Englisch zu absolvieren. Nach einer kurzen Tätigkeit als Reiseleiter und Dolmetscher für das Unternehmen „Intourist“ absolvierte Bereschkow ein Technikstudium und erlangte 1938 sein Diplom als Ingenieur.
Nach Abschluss des Deutsch-Sowjetischen Handelsabkommens am 20. August 1939 und der anschließenden Unterzeichnung des Nichtangriffspaktes zwischen der Sowjetunion und Hitlerdeutschland am 23. August 1939 wurde Bereschkow aufgrund seiner Deutschkenntnisse als operativer Mitarbeiter in den Obersten Marinestab befohlen. Dies stellte den Beginn seiner Dolmetscherkarriere dar.

### Dolmetscher und Diplomat
Im August 1940 wurde Bereschkow zum Referenten des Volkskommissariats für Außenhandel ernannt und war zuständig für die deutsch-sowjetischen Wirtschaftsbeziehungen. Wenige Monate später erfolgte seine Versetzung in das Volkskommissariat für Auswärtige Angelegenheiten, welche den Beginn von Bereschkows Diplomatenlaufbahn darstellte.
Auf Reisen nach Deutschland und während seines späteren Dienstes als Erster Sekretär der sowjetischen Botschaft in Berlin fungierte Bereschkow als Dolmetscher Wjatscheslaw Molotows und Josef Stalins bei Gesprächen mit Joachim von Ribbentrop und Adolf Hitler. Eine von Bereschkow selbst in seinem Buch Ich war Stalins Dolmetscher beschriebene Anekdote zeigt, wie überrascht und erstaunt Hitler über Bereschkows Deutschkenntnisse war:
„Als ich Molotows Worte zu dolmetschen begann, […] blickte mich Hitler, anscheinend wegen meines Berliner Akzentes überrascht, aufmerksam an und fragte plötzlich:

‚Was sind Sie, ein Deutscher?‘

‚Nein‘, antwortete ich […] aber der ‚Führer‘ ließ nicht locker:

‚Sind Sie ein Volksdeutscher?‘

‚Nein, ich bin Russe.‘

‚Unmöglich‘, sagte Hitler verwundert.“
Nach dem trotz Abschluss des Nichtangriffspaktes erfolgten Überfall Hitlerdeutschlands auf die Sowjetunion am 22. Juni 1941 wurde Bereschkow zum Verbindungsmann der sowjetischen Botschaft in Berlin ernannt und führte fortan Verhandlungen mit der deutschen Regierung über die Ausreise der sowjetischen Botschaftsangehörigen. Am 2. Juli 1941 gelang es den Botschaftsmitarbeitern, darunter auch Bereschkow, Deutschland zu verlassen.
Nach seiner Rückkehr nach Moskau wurde Bereschkow im Rahmen eines Besuches der anglo-amerikanischen Delegation überraschend zum persönlichen Dolmetscher Stalins berufen. Dieses Ereignis schildert er in seinem Buch Ich war Stalins Dolmetscher wie folgt:
„Die Unterredung wurde zunächst auf sowjetischer Seite von Pawlow und auf amerikanischer Seite von Charles Bohlen, dem dritten Botschaftssekretär der USA in der UdSSR, gedolmetscht. Pawlow hatte zu einem bestimmten Zeitpunkt gewisse Schwierigkeiten mit der Übersetzung, und Bohlen mußte ihm zur Hilfe kommen. Das gefiel Stalin nicht, und er wandte sich mit der Frage an Molotow: ‚Weshalb verbessert ein Amerikaner meinen Dolmetscher? Das gehört sich nicht. Wo ist denn der junge Mann, der bei den Gesprächen mit Hitler übersetzt hat? Er soll kommen und uns helfen.‘“
Infolgedessen nahm Bereschkow als Dolmetscher an zahlreichen internationalen Zusammenkünften während des Krieges teil. So dolmetschte er unter anderem bei der Moskauer Außenministerkonferenz (19. bis 30. Oktober 1943), der Teheran-Konferenz (28. November bis 1. Dezember 1943), der Konferenz von Dumbarton Oaks (21. August bis 7. Oktober 1944) sowie bei der Konferenz von Jalta (4. bis 11. Februar 1945). Wenige Monate nach der Konferenz von Jalta wurde Bereschkow von Geheimdienstchef Lawrenti Beria denunziert, da der Verdacht bestand, dass Bereschkows Eltern nach ihrem ungeklärten Verschwinden aus der Ukraine während der deutschen Besatzungszeit in den Westen geflohen waren. Bereschkow fiel daraufhin bei Stalin in Ungnade und wurde seines Postens enthoben.
In seinem Buch Ich war Stalins Dolmetscher fasst Bereschkow die Rolle eines Sprachmittlers in folgenden Worten zusammen:
„Ohne den Übersetzer sind die Gespräche quasi taubstumm. Er ist unabdingbar und unentbehrlich. Doch wie ich nun sah, wurde ich lediglich als Fachmann benötigt, nicht aber als Persönlichkeit. Der Mensch verschwindet, der Fachmann jedoch bleibt, in Gestalt eines anderen Menschen.“

### Journalist und Schriftsteller
Dank der positiven Fürsprache Molotows fand Bereschkow nach seinem Ausscheiden aus dem diplomatischen Dienst eine Anstellung als Journalist in der Redaktion der Moskauer Zeitschrift Krieg und Arbeiterklasse, später Neue Zeit, bei welcher er für die Übersetzung deutscher und englischer Texte zuständig war. Neben seiner journalistischen Tätigkeit widmete sich Bereschkow fortan auch der Schriftstellerei und veröffentlichte in den folgenden Jahrzehnten mehrere Bücher zu politischen Themen sowie über seine Zeit als Dolmetscher Stalins.
Nach Stalins Tod im Jahr 1953 bot Molotow Bereschkow an, wieder in seinen alten Beruf als Dolmetscher zurückzukehren. Dieser lehnte jedoch ab.
Während seiner Tätigkeit als Journalist nahm Bereschkow als Sonderkorrespondent an den wichtigsten Konferenzen der Nachkriegszeit teil. Dazu zählen z. B. die Genfer Indochinakonferenz (1954), die Warschauer Zusammenkunft (1954) und die Genfer Gipfelkonferenz (1955).

### Leben in den USA
In den 1970er Jahren wurde Bereschkow Mitarbeiter der sowjetischen Botschaft in Washington, D.C. 1983 kam es zu einem von Bereschkows Sohn Andrei verursachten diplomatischen Skandal. In einem durch die New York Times veröffentlichten Brief bat der 16-jährige Andrei US-Präsident Ronald Reagan, ihm Asyl in den Vereinigten Staaten zu gewähren. Solch ein Ansuchen, gestellt vom Sohn des ersten Botschaftssekretärs der UdSSR, führte zu einer diplomatischen Krise, in deren Folge sich Andrei vom Inhalt seines Briefes distanzierte und die Familie Bereschkow nach Moskau zurückkehrte.
Nach dem Zerfall der Sowjetunion kehrte Walentin Bereschkow 1991 in die USA zurück und lehrte am Occidental College in Los Angeles, Kalifornien, mit Schwerpunkt auf den russisch-amerikanischen Beziehungen.

## Familie
Walentin Bereschkows Urgroßvater mütterlicherseits, Nikolai Alexejewitsch Titow, gilt als „Großvater der russischen Romanzen“. Er schrieb über einhundert Romanzen, Märsche, Quadrillen und Walzer und vertonte Gedichte von Alexander Puschkin.
Im Dezember 1940 heiratete Bereschkow seine erste Frau Galina, genannt Galja. Zwei Jahre später wurde ihr Sohn Sergei geboren, welcher in die Fußstapfen seines Vaters trat und in den 1980er und 1990er Jahren als Dolmetscher für Michail Gorbatschow tätig war.
Im Jahr 1966 heiratete Bereschkow seine zweite Frau Walerija Michailowna, genannt Lera. Aus dieser Ehe ging ein weiterer Sohn, Andrei, hervor.

## Sonstiges
Bereschkow hob selbst öfters hervor, dass er zu den wenigen Menschen gehörte, die den bedeutendsten Politikern während des Zweiten Weltkrieges die Hand schütteln durften. Laut Bereschkow waren diese Händedrücke so verschieden wie die Persönlichkeiten der Männer. Über seine Erfahrungen schreibt er:
„Der Führer [Adolf Hitler] gab jedem die Hand. Die Innenfläche der Hand war kalt und feucht, daher empfand man ein unangenehmes Gefühl wie bei der Berührung eines Reptils. Der Händedruck war schlaff und ausdruckslos. In dieser Hinsicht bestand eine Ähnlichkeit mit Stalin […] Churchill hatte eine große, aber weiche und warme Hand, die die Hand eines anderen gleichsam tröstend umschloß. Roosevelt streckte zur Begrüßung energisch die Hand aus, in der eine besondere Kraft zu spüren war […]“

## Publikationen
- Обманутое поколение: положение трудящейся молодежи в Англии. Молодая гвардия, Москва 1952.
- In diplomatischer Mission bei Hitler in Berlin 1940–1941. Stimme-Verlag, Frankfurt am Main 1967 (С дипломатической миссией в Берлин, 1940–1941, 1967).
- Mit Stalin in Teheran. Stimme-Verlag, Frankfurt am Main 1968 (Тегеран, 1943: На конф. Большой тройки и в кулуарах, 1968).
- Jahre im diplomatischen Dienst. Dietz, Berlin 1975 (Годы дипломатической службы, 1972).
- Zeuge dramatischer Augenblicke. Teheran – Jalta – Potsdam. Verlag Marxistischer Blätter, Frankfurt am Main 1985, ISBN 3-88012-712-3 (Страницы дипломатической истории, 1984).
- Erlebte Geschichte 1940–1943. Dolmetscher und Diplomat gegen Faschismus und Krieg. Verlag Marxistischer Blätter, Frankfurt am Main 1986, ISBN 3-88012-724-7 (Путь к Потсдаму, 1975; Рождение коалиции, 1975).
- Ich war Stalins Dolmetscher. Hinter den Kulissen der politischen Weltbühne. Universitas, München 1991, ISBN 3-8004-1228-4 (Как я стал переводчиком Сталина, 1991).